# Emily Kusche
Emily Kusche, född 15 januari 2002 i Berlin, är en tysk skådespelare.
Kusche har bland annat medverkat i filmerna Flykten från DDR och Retribution. Hon har även medverkat i TV-serien Sløborn.

## Filmografi (i urval)
- 2020–2021 – Sløborn (TV-serie)
- 2018 – Flykten från DDR
- 2023 – Retribution